# 1969
1969 (MCMLXIX) var ett normalår som började en onsdag i den gregorianska kalendern.

## Händelser

### Januari

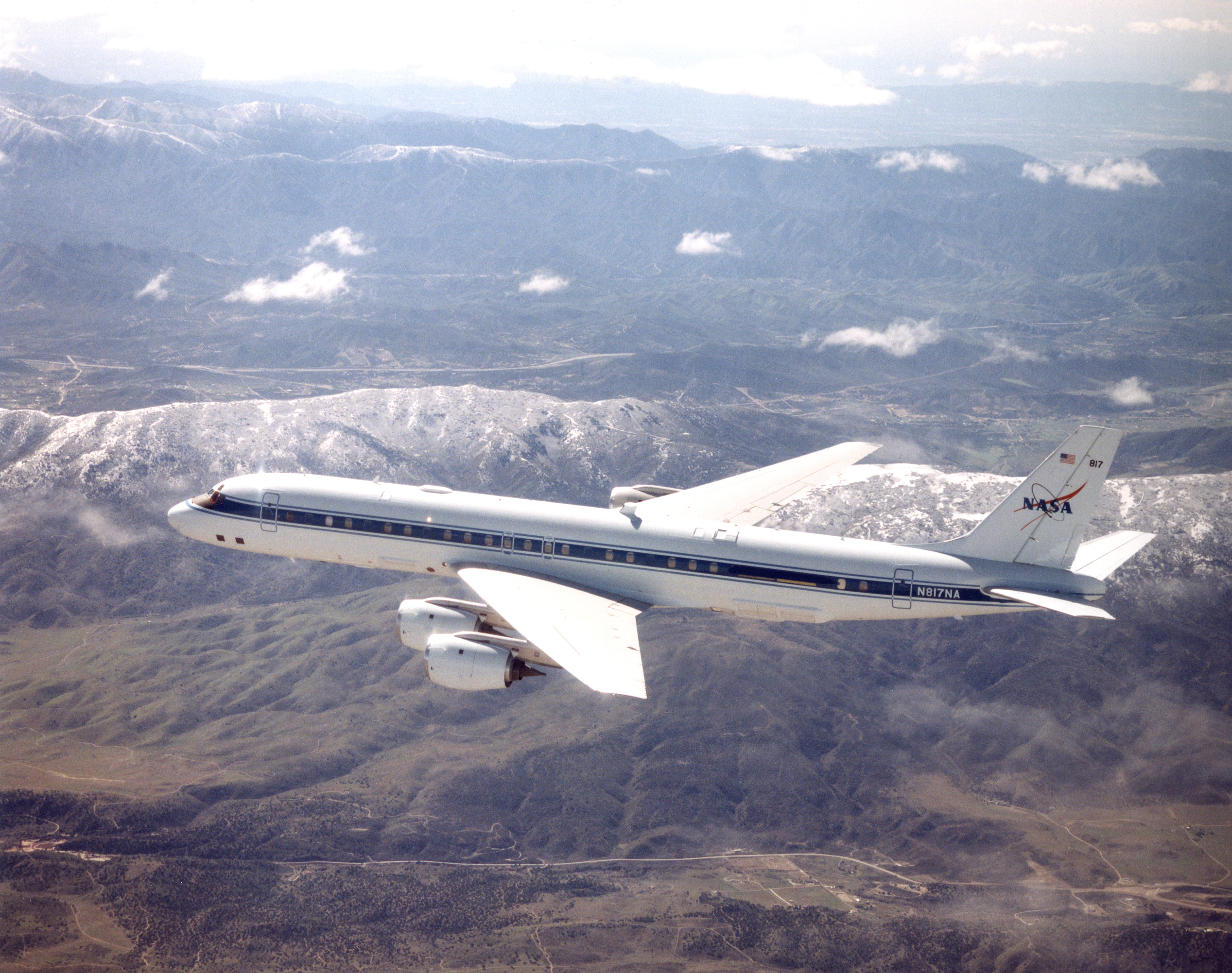
Scandinavian Airlines Flight 933 havererar utanför Los Angeles, USA.

- 1 januari – Den svenska omsättningsskatten (oms) ersätts av mervärdesskatt (moms), och beräknas ge svenska staten 2 miljarder SEK första året.[1]
- 9 januari – Det svenska Högerpartiet byter namn till Moderata samlingspartiet[1] efter beslut av partikongressen, bland annat som en följd av dåliga valresultat 1960 och 1968.[2]
- 10 januari – Sverige erkänner Nordvietnam och upptar diplomatiska förbindelser.[2] Detta väcker irritation i USA och övriga nordiska länder är inte beredda att följa Sverige.
- 13 januari – 15 personer omkommer då SAS DC-8 Sverre Viking störtar i Stilla havet utanför Los Angeles, Kalifornien, USA.[3]
- 16 januari – USA:s Sverige-ambassadör William W. Heath lämnar Stockholm utan att USA:s regering utser någon ersättare.[2]
- 17 januari – Led Zeppelins släpper sitt debutalbum Led Zeppelin.
- 20 januari – Den presidentvalde Richard Nixon avlägger sin grundlaga ämbetsed, som förestavas av chefsdomaren Earl Warren. Republikanen Nixon efterträder demokraten Lyndon B. Johnson som avböjt omval.
- 21 januari – Efter omfattande protester mot den svenska universitetsreformen UKAS, som innebär fasta utbildningsprogram och högre krav på studenternas studietakt, presenterar Sveriges utbildningsminister Olof Palme i stället PUKAS med mer valfrihet för studenterna samt uppluckning av utspärrningsreglerna.[2]
- 24 januari – Den svenska regeringen beslutar att avskaffa säkerhetspolisens (SÄPO) kritiserade åsiktsregister.[4]
- 25 januari – Ingemund Bengtsson blir svensk jordbruksminister.
- 30 januari – Popgruppen The Beatles gör sitt sista offentliga framträdande, den berömda takkonserten.

### Februari
- 3 februari – I Kairo väljs Yassir Arafat till PLO-ordförande[1] för att samordna attackerna mot Israel.[5]
- 5 februari – Brittiska 20 000-tonnaren London Harmony går på grund vid Granholmens fyr väster om Granholmen i inloppet till Stockholm, Sverige och 200 ton olja läcker ut i Vaxholmsfjärden.[6]
- 8 februari – TV-serien om Pippi Långstrump börjar sändas i Sveriges Radio-TV och blir genast en tittarsuccé.[2]
- 9 februari – Flygplanet Boeing 747 gör sin första flygning denna dag.
- 13 februari – Handelsanställdas förbund träffar definitiv överenskommelse med den svenska handelns arbetsgivarorganisation (HAO) om införande av fem dagars arbetsvecka i svensk handel.
- 14 februari – Volvokoncernen investerar Sveriges dittills största investeringsprogram, på 1,3 miljarder SEK som beräknas ge 9 000 nya arbetstillfällen.[2]
- 19 februari – Västerbygdens vattendomstol ger tillstånd till byggandet av de två första aggregaten för kärnkraftverket Ringhals i Väröhalvön norr om Varberg, Sverige.
- 28 februari – Hallarna i Paris stängs.[7]

### Mars

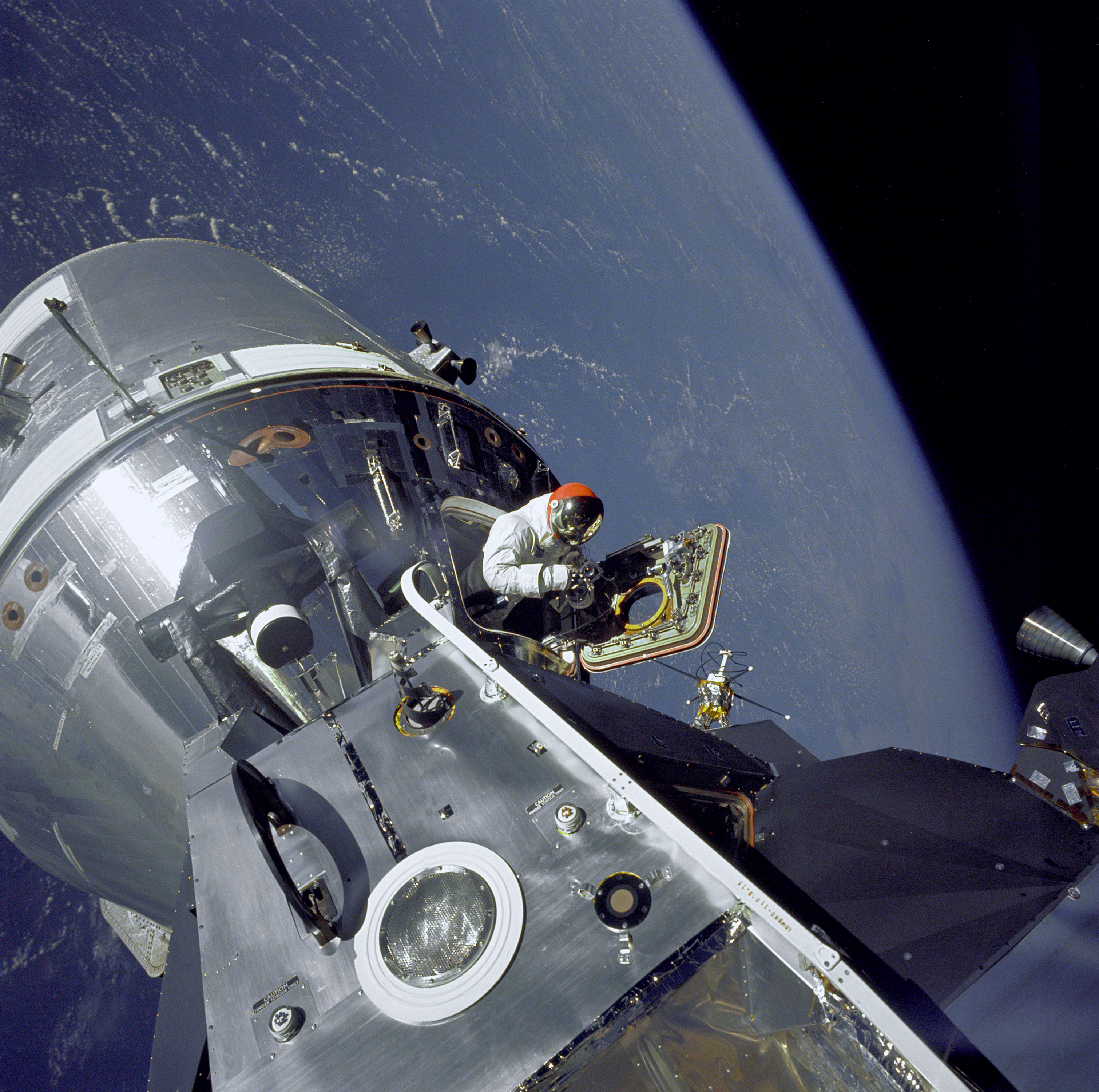
Apollo 9.

- 1 mars – Baathpartiet griper makten i Syrien.[7]
- 2 mars
  - Brittisk-franska överljudsflygplanet Concorde provflygs.[1]
  - Janne Stefansson segrar för sjunde gången i Vasaloppet.[4]
- 3 mars – Apollo 9 skjuts upp från Kennedy Space Center i Florida.
- 17 mars – Golda Meir från Milwaukee, Wisconsin i USA, blir premiärminister i Israel.
- 16 mars – 81 personer i luften och 71 på marken omkommer då ett venezolanskt jetflygplan störtar och exploderar över Maracaibo, Venezuela.[3]
- 19 mars
  - Sveriges riksdag antar det mycket omdiskuterade förslaget om fasta utbildningslinjer vid de svenska universiteten (PUKAS).[4]
  - Medlingsbudet om ökad jämlikhet som LO och SAF lagt fram förkastas.[8]
- 27 mars – Sverige totalförbjuder bekämpningsmedlet DDT, som första land i världen, då det visat sig utgöra miljöfara.[1] Det förbjuds under en försöksperiod på två år för skogs- och jordbruk med möjlighet till viss dispens. I hushåll och hemträdgårdar förbjuds det för all framtid, och slutligen 1975 totalförbjuds det.[2] Förbudet införs efter beslut i Giftnämnden, och försöksperioden börjar 1 januari 1970.

### April

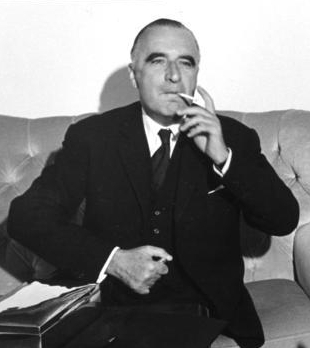
Georges Pompidou, Frankrikes 19:e president, tillträder.

- April – USA har rekordstor militär personal i Indokinakonflikten, 543 000.[9]
- 1 april – I Sverige upphör förbudet mot nöjestillställningar på långfredagen, påskdagen och juldagen.[1]
- 16 april – Vid en övning med Haubits F på Ravlunda skjutfält dödas tre värnpliktiga och fem skadas.[10]
- 17 april – Alexander Dubcek får sparken som ledare för tjeckoslovakiska kommunistpartiet och ersätts av Moskva-trogne Gustáv Husák.[5]
- 18 april – 170 människor dödas vid gatustrider mellan protestanter och katoliker i Londonderry, brittiska soldater skickas till Nordirland.[5]
- 19 april – Resultatet av Röda fjäderns, Lions och Sveriges Radios landsomfattande insamling för cancerforskning redovisas och uppgår till 35 miljoner SEK.
- 21 april – Brittiska trupperna till Nordirland skickas.[7]
- 23 april – Flera författare, bland dem Barbro Backberger, kommer till Stockholms stadsbibliotek och börjar bära ut böcker i protest för högre författarpenning.[11]
- 27 april – Hans Alsér och Kjell Johansson från Sverige vinner för andra gången herrdubbeln i världsmästerskapen i bordtennis.[4]
- 28 april – Frankrikes president Charles de Gaulle avgår då hans förslag till ny regionalpolitik avvisats i en folkomröstning.[1] Han efterträds av Georges Pompidou.[5]

### Maj
- 1 maj

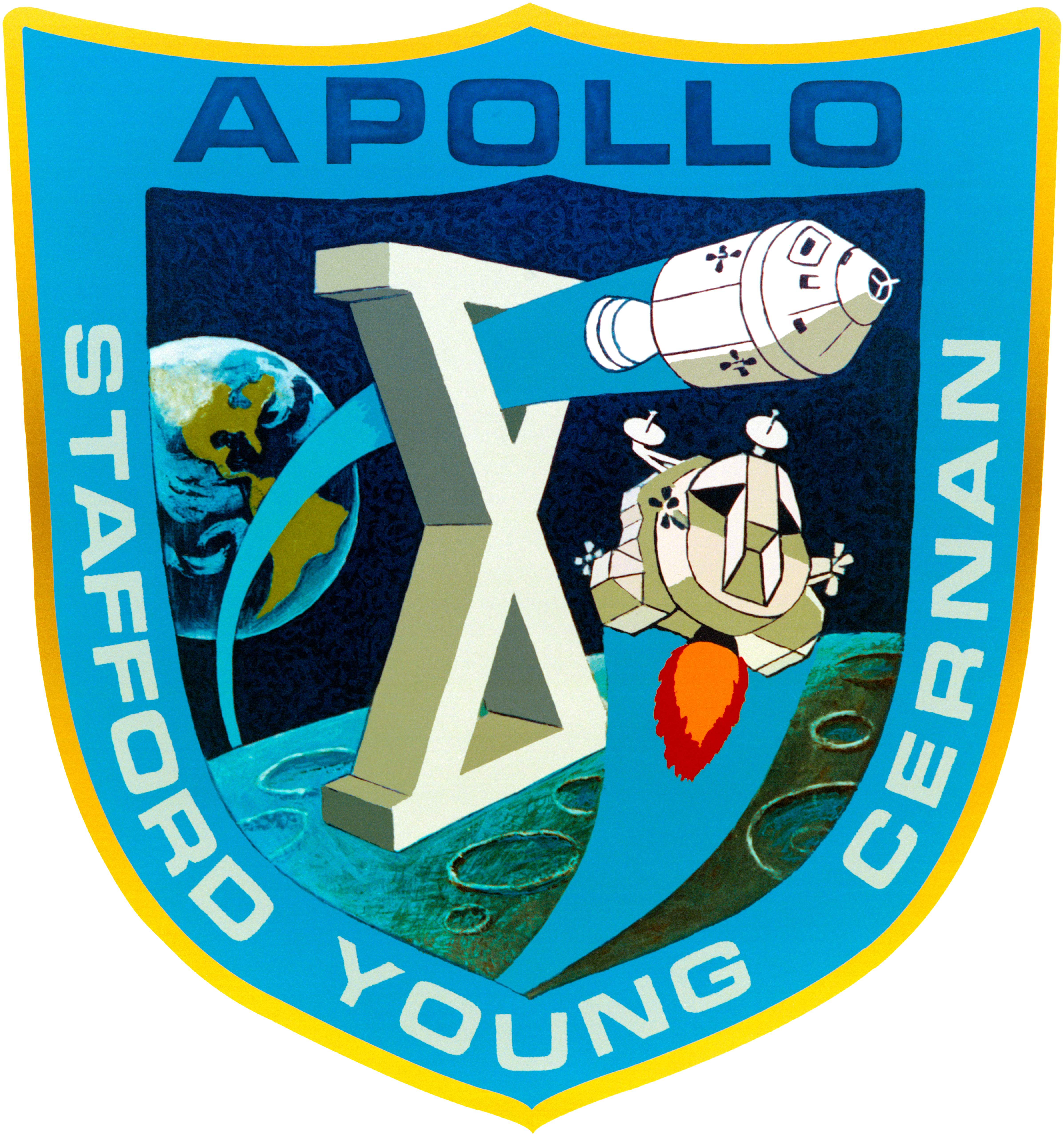
Apollo 10 skjuts upp från Kennedy Space Center i Florida.

  - På grund av slarv är Ågestaverket nära att drabbas av härdsmälta. Detta kommer dock inte till allmänhetens kännedom förrän 1993.
  - Bo Widerbergs film Ådalen 31 om Ådalshändelserna 1931, har biopremiär i Sverige.[1]
- 2 maj – Lyxkryssaren Queen Elizabeth 2 inleder sin jungfruresa.
- 14 maj – Sveriges riksdag beslutar att den svenska myndighetsåldern ska sänkas från 21 till 20 år.[1]
- 16 maj – USA:s president Richard Nixon förklarar att USA skall minska sitt militära engagemang i Indokina och dra tillbaka soldaterna i etapper.[1]
- 17 maj – Den första svenska husockupationen inleds på Västra Mårtensgatan 5 i Lund.
- 18 maj – Apollo 10 skjuts upp från Kennedy Space Center i Florida.
- 21 maj – Sveriges riksdag beslutar att Sveriges dåvarande 800 kommuner skall slås ihop till 282[4] storkommuner 1974.[2]
- 25 maj – Jaafar al-Nimeiry tar makten i Sudan genom en statskupp.

### Juni
- 3 juni – 74 personer omkommer då australiska hangarfartyget HMAS Melbourne rammar och sänker amerikanska jagaren USS Frank E. Evans på Sydkinesiska sjön.[3]
- 12 juni – Genom en myntreform i Sverige avskaffas 1-öringarna och 2-öringarna, medan 5-öringarna minskar i storlek.[1]
- 16 juni – Svenske riksdagsledamoten Thorbjörn Fälldin väljs vid Centerpartiets stämma i Borlänge till 1:e vice ordförande i Centerpartiet.
- 19 juni – Jarl Hjalmarson meddelar att resultat nåtts i medlingen om ökad jämlikhet som LO och SAF lagt.[8]
- 26 juni
  - Sveriges industriminister Krister Wickman föreslår i en proposition att ett statligt förvaltningsbolag, Statsförvaltningar AB, ska bildas.
  - Den amerikanska lågbudgetfilmen Easy Rider har svensk premiär.
- 28 juni - Stonewallupproret äger rum i Greenwich Village i New York
- Sommaren - Ett flertal raggarupplopp utbryter i Stockholm.

### Juli
- 1 juli – Äktenskapsåldern i Sverige för män sänks till samma som för kvinnor, 18 år, och lysningstvånget i kyrkan avskaffas.[1] Lysningstvånget ersätts med hindersprövning och äktenskapscertifikat.
- 1 juli – Den svenska miljöskyddslagen träder i kraft. Den innehåller föreskrifter om miljöfarlig verksamhet.
- 4 juli – Herrängs järnverk läggs ner.
- 13 juli – Chefen för skolöverstyrelsen kräver att den svenska reklamen för mellanöl stoppas på grund av ölberusningen bland unga.[4]
- 18 juli – Thor Heyerdahls expeditionsfartyg Ra I överges av sin besättning efter ett misslyckat försök att korsa Atlanten.

- 20 juli

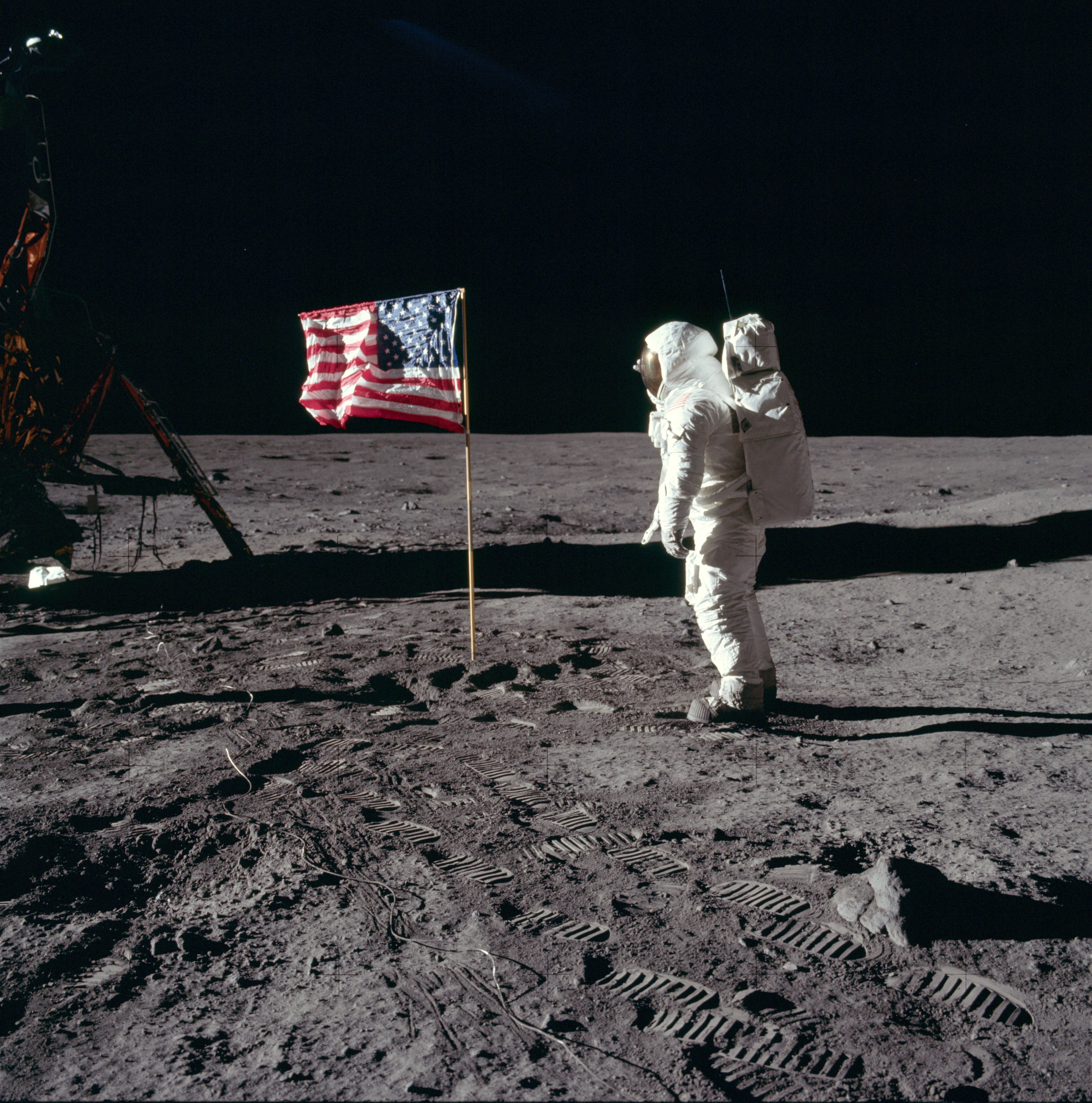
USA först med att skicka människor till månen.

  - Människan landar för första gången på månen genom amerikanska Apollo 11. Neil Armstrong lämnar månlandaren Eagle och klättrar som första människa ned på månens yta.[1]  Med sig har man en Hasselbladskamera för att dokumentera det hela.[2] Neil Armstrong yttrar de berömda orden "That's one small step for (a) man ... but (a) giant leap for mankind" ("Det är ett litet steg för en människa, men ett stort språng för mänskligheten")
  - Senator Edward Kennedy kör hem från en fest på ön Chappaquiddick och ner i vattnet. Sekreteraren Mary Jo Kopechne finns i bilen och omkommer, Edward Kennedy smiter från olycksplatsen.[5]
- 28 juli – Utsläpp av senapsgas från bomber sänkta efter andra världskriget hittas utanför Christiansø utanför danska ön Bornholm i Östersjön. Bomberna har börjat rosta sönder.[6]

### Augusti

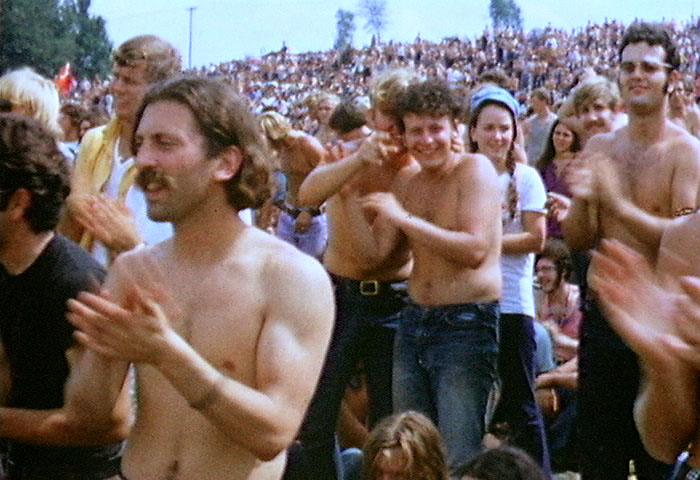
Woodstockfestivalen.

- 5 augusti – Klorgas läcker ut från Fosfatbolaget i Stenungsund, Sverige.[6]
- 9–10 augusti – Anhängare till Charles Manson mördar sju människor i Los Angeles. Ett av offren är filmregissören Roman Polanskis höggravida hustru Sharon Tate.[5]
- 15–17 augusti – Woodstockfestivalen äger rum i New York, USA och samlar 400 000 besökare.[1]
- 22 augusti – Fåglumbröderna vinner lagtempotävlingen för Sverige vid världsmästerskapen i landsvägscykling i Brno.[1]

### September

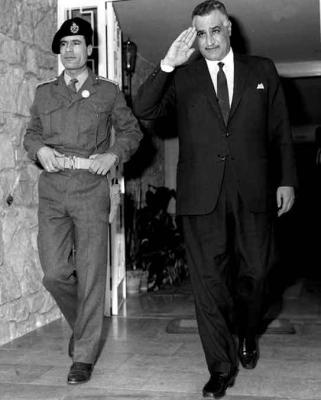
Muammar al-Gaddafi blir Libyens diktator.

- 1 september – Officerare ledda av Muammar Khadaffi störtar kung Idris I av Libyen och skapar en islamisk socialistisk republik.[1]
- 16 september – Den svenska regeringen beslutar att konsumenterna skall få en egen ombudsman, Konsumentombudsmannen (KO).
- 17 september – Den svenska regeringen tecknar en preliminär överenskommelse med Apotekarsocieteten om att alla apotek i Sverige skall förstatligas.
- 21 september – Vid VPK:s kongress i Stockholm, Sverige utbrister partiledaren C.-H. Hermansson i den klassiska repliken "Någon jävla ordning ska det va' i ett parti".[4]
- 22 september – En våldsam storm över västra och södra Sverige samt Danmark kräver minst 11 liv (10 i Sverige, som upplever sitt värsta oväder på 30 år)[12], av vilka 5 i Göteborg, som ser ut som en bombad stad.
- 26 september
  - Sven Wedén lämnar ledarskapet för Folkpartiet. Till hans efterträdare föreslås landshövdingen Gunnar Helén.
  - En uppgörelse nås i målet mellan läkemedelsföretaget Astra och 100 barn i Sverige och Danmark som skadats av läkemedlet Neurosedyn.[4] De får dela på 35 miljoner SEK.[5]
  - The Beatles släpper sitt elfte album, Abbey Road.

### Oktober

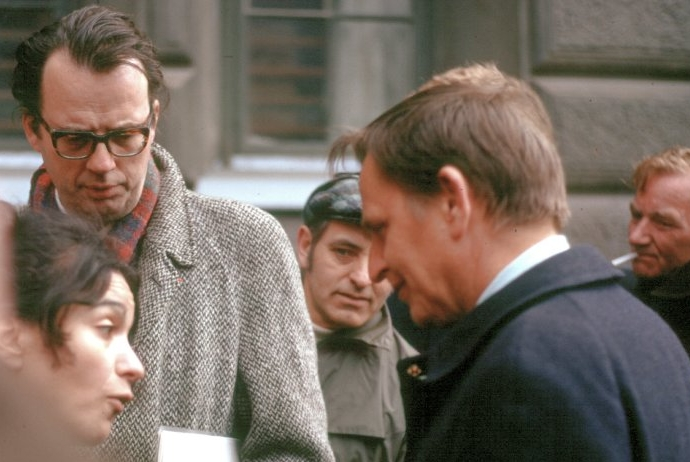
Olof Palme, Sveriges nye statsminister 1969, på ett foto från 1 maj 1973.

- 1 oktober – Tage Erlander avgår efter 23 år som socialdemokratisk partiledare. Partikongressen väljer Olof Palme till hans efterträdare.[1] samma dag[4]
- 2 oktober – invigs Gulbenkianstiftelsens museum och park i Lissabon, Portugal.[13]
- 9 oktober – I Sverige lämnar Regeringen Erlander in sin avskedsansökan.[14]
- 13 oktober – Olof Palme utses till Sveriges nye statsminister.[4]
- 15 oktober – På M-Day i USA samlas miljontals människor över hela USA för att demonstrera mot USA:s krigföring i Indokina.[1]
- 17 oktober – Uddeholms-koncernen offentliggör att Nykroppa järnverk ska läggas ned.
- 21 oktober – Willy Brandt, tidigare borgmästare i Västberlin, väljs till Västtysklands förste socialdemokratiska förbundskansler.[1]
- 22 oktober – Led Zeppelin släpper sitt andra album Led Zeppelin II

### November
- 1 november
  - En ny tjänst som den svenska allmänhetens pressombudsman (PO) inrättas.[4] PO skall bland annat på eget initiativ påtala övertramp i pressen.
  - I Svealand, Sverige dödar en storm med orkanstyrka vid Upplandskusten 6 personer, och 25 miljoner kubikmeter skog stormfälls.[12]
- 6 november – Duke Ellington och Alice Babs ger konsert i Gustav Vasakyrkan i Stockholm.[4]
- 7 november – I Sverige väljs docent Gunnar Helén till ny ordförande för Folkpartiet efter Sven Wedén.[1]
- 10 november
  - Aleksandr Solzjenitsyn utesluts ur sovjetiska författarförbundet.[5]
  - 4 personer omkommer då ett pendeltåg kör in i ett fjärrtåg i Skävsta by norr om Upplands Väsby, Sverige.[3]
- 19 november – Apollo 12 landar på månen.
- 24 november
  - USA och Sovjetunionen förhandlar SALT-avtalet och icke-spridningsavtalet om kärnvapen.[7]
  - I Strasbourg skriver Europarådet på ett avtal om au pair-placering och reglerna för det.[15]
- 25 november – John Lennon återlämnar den Brittiska Imperieorden han tilldelats fyra år tidigare som en protest mot Storbritanniens agerande i Biafrakriget och Vietnamkriget.
- 26 november – Sveriges riksdag beslutar att förbjuda proffsboxning i Sverige från och med den 1 januari 1970.[1]
- 29 november
  - Den stora svenska TV-reformen med uppdelning på två kanaler förverkligas i och med att TV1 har premiär.
  - Första Tipsextra i Sveriges Radio-TV sänds.[16]
- November – En vild strejk utbryter bland hamnarbetare i Göteborg, Sverige.

### December

SVT2.

- 4 december – 62 personer i luften och 71 på marken omkommer då ett franskt trafikflygplan störtar i Karibiska sjön nära La Guaira, Venezuela efter start från Caracas.[3]
- 5 december – Sveriges Radio-TV startar Sveriges andra TV-kanal, TV 2, som börjar sändas.[1]
- 8 december – 90 personer omkommer då ett grekiskt trafikflygplan kraschar mot en bergvägg under inflygning mot Aten, Grekland.[3]
- 9 december – En vild strejk utbryter vid LKAB:s gruvor i Svappavaara i Norrbotten och sprider sig till Kiruna och Malmberget, Sverige.[1] I Svappavaara lägger 250 man ner arbetet i protest mot hårda prestationskrav.[2]
- 10 december – Sveriges Riksbanks pris i ekonomisk vetenskap till Alfred Nobels minne utdelas för första gången. Pristagare är Jan Tinbergen och Ragnar Frisch.
- 11 december – Gruvstrejken i Sverige har nu spritt sig till samtliga 4 500 gruvarbetare hos LKAB-koncernen.[2]
- 12 december – Grekland lämnar Europarådet efter hot om uteslutning.[7]
- 19 december – Evert Taubes Sjösala sydost om Stockholm, Sverige brinner ner till grunden. Det visar sig senare att branden är anlagd.
- 22 december – Nyvalda parlamentsledamoten Bernadette Devlin, 22, döms till sex månaders fängelse för deltagande i kravallerna i Nordirland.[5]

### Okänt datum
- 3 000 personer omkommer vid en jordbävning i Swatow, Kina[12]
- Nederländerna utökar den obligatoriska utbildningen, som sedan lagen infördes 1901 omfattat barn i åldrarna 6-12 år, till att omfatta 9-årig skolplikt.
- I Sverige anordnas den sista studentexamen av traditionellt slag, vilket sker vid det privata läroverket Fjellstedtska skolan i Uppsala. På de flesta håll avskaffades den redan 1968.
- I Sverige införs läroplanen Lgr 69 för den svenska grundskolan, vilken bland annat avskaffar linjeindelningen i nionde årskursen.
- Svenska kommuner och landsting ges rätt att införa lokalt partistöd i direkt proportion till antalet lokala mandat.
- Sveriges riksdag beslutar att ett FN-uttalande krävs för att bistånd ska kunna ges till befrielseorganisationer i tredje världen.
- Arbetskraftsinvandringen till Sverige når sin kulmen med över 75 000 personer per år.
- Svenska Statens invandrarverk grundas med uppgift att handha flykting-, invandrar- och medborgarskapsfrågor.[17]
- Saab och Scania slås ihop till Saab-Scania.
- Audi och NSU går ihop och bildar Audi NSU Auto Union AG.
- Vindelälven i Sverige byggs inte ut[18]
- Pugh Rogefeldt släpper albumet Ja, dä ä dä, som räknas som en milstolpe i svensk rockhistoria då albumet är på svenska.[19]

## Födda

### Första kvartalet

#### Januari
- 1 januari
  - Verne Troyer, amerikansk skådespelare.
  - Sophie Okonedo, brittisk skådespelare.
- 3 januari
  - Michael Schumacher, tysk racerförare, Formel 1.
  - Matheus Nachtergaele, brasiliansk skådespelare.
- 5 januari – Marilyn Manson, eg. Brian Warner, amerikansk rocksångare.
- 6 januari
  - Ari Sulander, finländsk ishockeymålvakt.
  - Norman Reedus, amerikansk skådespelare.
- 9 januari – Ousman Sonko, gambisk politiker.
- 14 januari
  - Dave Grohl, amerikansk musiker.
  - Jason Bateman, amerikansk skådespelare.
- 16 januari – Per Yngve Ohlin, svensk musiker, känd som sångaren Dead i gruppen Mayhem.
- 17 januari
  - Naveen Andrews, brittisk skådespelare.
  - Lukas Moodysson, svensk regissör.
- 18 januari – Dave Bautista, amerikansk professionell wrestlare och skådespelare.
- 19 januari – Wendy Moniz, amerikansk skådespelare.
- 20 januari – Dean Phillips, Ledamot av USA:s representanthus för Minnesota sedan 2019.
- 27 januari – Marc Forster, tysk-schweizisk regissör och manusförfattare.
- 28 januari – Linda Sánchez, amerikansk demokratisk politiker, kongressledamot 2003-.
- 29 januari – Hideto Takarai, artistnamn Hyde, japansk sångare och skådespelare.

#### Februari
- 1 februari
  - Brian Krause, amerikansk skådespelare och manusförfattare.
  - Gabriel Batistuta, argentinsk fotbollsspelare.
- 2 februari – John Spence, amerikansk sångare.
- 3 februari
  - Retief Goosen, sydafrikansk professionell golfspelare.
  - Paolo Roberto, svensk proffsboxare, TV-programledare och skådespelare.
  - Dick Last, svensk fotbollsspelare.
- 4 februari – Anna Charlotta Gunnarson, svensk journalist, författare och dramatiker.
- 5 februari
  - Michael Sheen, walesisk skådespelare.
  - Bobby Brown, amerikansk sångare.
- 6 februari
  - David Hayter, amerikansk röstskådespelare och manusförfattare.
  - Daniel Lind Lagerlöf, svensk regissör och producent.
- 8 februari – Mary McCormack, amerikansk skådespelare.
- 9 februari – Thomas "Bulan" Berglund, svensk ishockeyspelare och -tränare.
- 10 februari – Hakim Jakobsson, svensk skådespelare.
- 11 februari – Jennifer Aniston, amerikansk skådespelare.
- 12 februari – Meja, svensk sångerska.
- 15 februari – Sami al-Hajj, sudanesisk kameraman som hölls sex år i Guantanamo Bay-fånglägret.
- 18 februari – Jeanette Hain, tysk skådespelare.
- 19 februari – Jakob Samuel, svensk sångare i gruppen The Poodles.
- 20 februari – Mohammad Khakpour, iransk fotbollsspelare och -tränare.
- 23 februari
  - Mia Poppe, svensk skådespelare och regissör.
  - Michael Campbell, nyzeeländsk golfspelare.
- 24 februari – Peter Settman, svensk skådespelare, programledare och manusförfattare.
- 28 februari – Robert Sean Leonard, amerikansk skådespelare.

#### Mars
- 1 mars – Javier Bardem, spansk skådespelare.
- 3 mars – Per Lidén, svensk kompositör, sångtextförfattare och musiker, medlem i Da Buzz.
- 4 mars – Stina Nordenstam, svensk sångerska.
- 6 mars – Andrea Elson, amerikansk skådespelare.
- 11 mars
  - Terrence Howard, amerikansk skådespelare.
  - Ola Rawald, svensk längdskidtränare.
- 13 mars – Ognjen Kržić, kroatisk vattenpolospelare.
- 14 mars – James Frain, brittisk skådespelare.
- 15 mars – Timo Kotipelto, finländsk musiker, sångare i Stratovarius.
- 18 mars – Robert Venäläinen, svensk handbollsspelare.
- 22 mars – Josefin Nilsson, svensk sångerska och skådespelare.
- 23 mars – Fredrik Nyberg, svensk alpin skidåkare.
- 24 mars – Ilir Meta, albansk regeringschef.
- 27 mars – Mariah Carey, amerikansk sångare, låtskrivare och skådespelare.
- 29 mars – Ted Lieu, amerikansk demokratisk politiker.
- 31 mars – Bengt-Urban Fransson, svensk socialdemokratisk politiker, kommunalråd i Arjeplogs kommun.

### Andra kvartalet

#### April
- 5 april – Pontus Kåmark, svensk fotbollsspelare och sportkommentator.
- 6 april
  - Petter Billengren, svensk skådespelare.
  - Paul Rudd, amerikansk skådespelare.
- 8 april – Pertti Hakanen, finländsk politiker.
- 13 april – Christine Skou, dansk skådespelare och sångare.
- 15 april – Ennis Cosby, amerikansk lärare, Bill Cosbys ende son.
- 17 april – Joško Kreković, kroatisk vattenpolospelare.
- 21 april – Toby Stephens, brittisk skådespelare.
- 24 april
  - Melinda Clarke, amerikansk skådespelare.
  - Anders Larsson, svensk operasångare.
- 25 april – Renée Zellweger, amerikansk skådespelare.
- 28 april – Carl Rosenblad, svensk racerförare.
- 29 april – Master P, amerikansk skådespelare och basketbollspelare.
- 30 april – Justine Greening, brittisk konservativ politiker.

#### Maj
- 1 maj
  - Wes Anderson, amerikansk filmregissör och manusförfattare.
  - Carrie Stevens, amerikansk fotomodell och skådespelare.
- 9 maj – Hudson leick, amerikansk skådespelare.
- 10 maj – Dennis Bergkamp, nederländsk fotbollsspelare.
- 14 maj – Cate Blanchett, australisk skådespelare.
- 15 maj – Kirk DeMicco, amerikansk filmskapare.
- 17 maj – Thom Filicia, amerikansk TV-programledare.
- 19 maj – Thomas Vinterberg, dansk regissör och manusförfattare.
- 22 maj – Cathy McMorris Rodgers, amerikansk republikansk politiker.
- 25 maj – Anne Heche, amerikansk skådespelare, filmregissör och författare.
- 28 maj – Håkan Hemlin, svensk sångare, Nordman.

#### Juni
- 7 juni – Joachim av Danmark, dansk prins.
- 11 juni – Peter Dinklage, amerikansk skådespelare.
- 13 juni – Jamie Walters, amerikansk skådespelare och musiker.
- 14 juni – Steffi Graf, tysk tennisspelare, flerfaldig Wimbledon-vinnare.
- 15 juni – Ice Cube, eg. O'Shea Jackson, amerikansk skådespelare och Rap-artist.
- 16 juni – Robert Hurt, amerikansk republikansk politiker.
- 17 juni – Patric Kjellberg, svensk ishockeyspelare.
- 20 juni – Josh Holloway, amerikansk skådespelare.
- 24 juni
  - Sissel Kyrkjebø, norsk sångerska.
  - Anna Nazarjeva, rysk skådespelare.
- 28 juni – Ayelet Zurer, israelisk skådespelare.

### Tredje kvartalet

#### Juli
- 2 juli – Jenni Rivera, amerikansk sångerska.
- 5 juli
  - John LeClair, amerikansk ishockeyspelare.
  - RZA, amerikansk rappare.
- 6 juli – Richard Jomshof, svensk politiker och lärare.
- 7 juli – Joe Sakic, kanadensisk ishockeyspelare.
- 13 juli
  - Benny Benassi, italiensk DJ, artist och remixare.
  - Ken Jeong, amerikansk skådespelare
- 17 juli – Jason Clarke, australisk skådespelare.
- 20 juli – Josh Holloway, amerikansk skådespelare.
- 22 juli – Despina Vandi, grekisk-tysk sångerska, fotomodell och skådespelare.
- 23 juli – Brad Miller, kanadensisk ishockeyspelare.
- 24 juli – Jennifer Lopez, amerikansk skådespelare och sångerska.
- 27 juli – Maria Grazia Cucinotta, italiensk skådespelare.
- 30 juli – Simon Baker, australisk skådespelare.

#### Augusti
- 4 augusti – Max Cavalera, brasiliansk musiker och sångare.
- 6 augusti
  - Patrick Sandell, svensk bandyspelare.
  - Elliott Smith, amerikansk musiker.
- 11 augusti – Johanna Westman, svensk TV-programledare och barnboksförfattare.
- 12 augusti – Tanita Tikaram, brittisk singer/songwriter.
- 13 augusti – Elin Klinga, svensk skådespelare.
- 17 augusti – Donnie Wahlberg, amerikansk skådespelare och musiker, medlem i New Kids on the Block.
- 18 augusti
  - Edward Norton, amerikansk skådespelare.
  - Christian Slater, amerikansk skådespelare.
- 19 augusti
  - Nathaniel Dwayne Hale, amerikansk hiphopartist, mest känd under artistnamnet Nate Dogg.
  - Matthew Perry, amerikansk-kanadensisk skådespelare.
- 27 augusti – Chandra Wilson, amerikansk skådespelare.
- 28 augusti
  - Jack Black, amerikansk skådespelare.
  - Joakim Haeggman, svensk professionell golfspelare.
  - Jason Priestley, kanadensisk skådespelare.
- 31 augusti – Andrew Cunanan, mannen som mördade Gianni Versace.

#### September
- 3 september
  - Robert Karlsson, svensk golfspelare.
  - Dominic West, brittisk skådespelare.
  - Hidehiko Yoshida, japansk judoutövare.
- 4 september – Noah Taylor, brittisk skådespelare.
- 5 september – Dweezil Zappa, amerikansk gitarrist och skådespelare.
- 12 september – Mika Myllylä, finländsk längdskidåkare. (död 2011)
- 13 september – Tyler Perry, amerikansk skådespelare, regissör, manusförfattare och producent.
- 15 september – Veronica Escobar, amerikansk demokratisk politiker.
- 18 september – Nezha Bidouane, marockansk häcklöpare.
- 20 september – Robert Jelinek, svensk skådespelare, sångare och musiker (gitarr, tenorsaxofon, munspel, congas).
- 24 september – Shawn Crahan, svensk musiker, slagverkare i Slipknot.
- 25 september – Catherine Zeta-Jones, brittisk skådespelare.
- 29 september
  - Erika Eleniak, amerikansk skådespelare och fotomodell.
  - Oded Menashe, israelisk skådespelare.
  - Kelly Robbins, amerikansk golfspelare.
- 30 september – Kristin Kaspersen, svensk-norsk TV-programledare.

### Fjärde kvartalet

#### Oktober
- 2 oktober – Dragomir Mrsic, svensk-bosnisk skådespelare.
- 3 oktober – Gwen Stefani, amerikansk rocksångerska No Doubt.
- 4 oktober – Abraham Benrubi, amerikansk skådespelare.
- 5 oktober
  - Boo Ahl, svensk ishockeymålvakt.
  - Tom Packalén, finländsk politiker.
- 6 oktober – Adrienne Nesser, gift med Green Day-frontmannen Billie Joe Armstrong.
- 9 oktober – PJ Harvey, brittisk sångerska och låtskrivare.
- 10 oktober – Aleksei Kravtjenko, rysk skådespelare.
- 12 oktober – Martie Maguire, amerikansk countrysångerska, medlem i Dixie Chicks.
- 15 oktober – Vanessa Marcil, amerikansk skådespelare.
- 16 oktober – Popi Maliotaki, grekisk sångare.
- 17 oktober – Ernie Els, sydafrikansk professionell golfspelare.
- 19 oktober – Trey Parker, amerikansk regissör, manusförfattare, skådespelare, röstskådespela och musiker.
- 22 oktober – Helmut Lotti, belgisk sångare (tenor).
- 23 oktober – Dolly Buster, tysk-tjeckisk porrstjärna, strippa, författare, politiker och skådespelare.
- 26 oktober – Raveena Tandon, indisk skådespelare.
- 28 oktober – Mia Laiho, finländsk politiker.
- 30 oktober – Stanislav Gross, tjeckisk politiker.

#### November
- 3 november – Petteri Orpo, finländsk samlingspartistisk politiker.
- 4 november
  - Sean Combs, även känd som Puff Daddy och P. Diddy, amerikansk rappare, producent och skivbolagsdirektör.
  - Matthew McConaughey, amerikansk skådespelare.
- 10 november – Ellen Pompeo, amerikansk skådespelare.
- 11 november
  - Carson Kressley, amerikansk modeexpert och programledare i TV.
  - Josefin Brink, svensk riksdagsledamot (vänsterpartiet) och journalist.
- 13 november – Gerard Butler, brittisk skådespelare.
- 20 november – Kirsti Torhaug, norsk skådespelare.
- 21 november – Ken Griffey Jr., amerikansk basebollspelare.
- 29 november
  - Tomas Brolin, svensk fotbollsspelare.
  - Mariano Rivera, panamansk basebollspelare.

#### December
- 2 december – Ulrika Bergquist, svensk journalist och programledare.
- 3 december – Thomas Forstner, österrikisk sångare.
- 4 december – Shawn Corey Carter, amerikansk hip-hopartist, mer känd som Jay-Z.
- 11 december – Max Martini, amerikansk skådespelare.
- 12 december – Carrie Westcott, amerikansk fotomodell och skådespelare.
- 13 december – Sergej Fjodorov, rysk ishockeyspelare.
- 15 december – Ralph Ineson, brittisk skådespelare.
- 19 december – Richard Hammond, engelsk programledare.
- 21 december – Julie Delpy, fransk skådespelare.
- 22 december – Mats Lilienberg, svensk fotbollsspelare.
- 27 december – Sarah Vowell, amerikansk författare och radiopersonlighet.
- 28 december – Linus Torvalds, finsk programmerare, skapare av Linux.
- 29 december – Jennifer Ehle, amerikansk skådespelare.

## Avlidna

### Första kvartalet

#### Januari
- 5 januari
  - A. Leonard Allen, 78, amerikansk demokratisk politiker, kongressledamot 1937–1953.
  - Folke Rydberg, 68, svensk sångare (andre bas).
- 7 januari – Irma Wikström, 68, finländsk skådespelare.
- 19 januari – Jan Palach, 20, tjeckisk historiestudent som eldade upp sig själv på Vaclavplatsen i Prag en protest mot den sovjetledda invasionen.[1]
- 24 januari – Ralph Herseth, 59, amerikansk demokratisk politiker, guvernör i South Dakota 1959–1961.
- 29 januari – Allen Dulles, 75, amerikansk jurist och underrättelsechef.

#### Februari
- 2 februari – Boris Karloff, 81, brittisk skådespelare.
- 16 februari – Harry Hjörne, 75, svensk journalist, chefredaktör för Göteborgs-Posten.
- 26 februari
  - Levi Eshkol, 73, Israels premiärminister 1963-1969.
  - Karl Jaspers, 86, tysk psykiater och filosof.

#### Mars
- 4 mars – Ross Rizley, 76, amerikansk republikansk politiker, kongressledamot 1941–1949.
- 9 mars – Walter Christaller, 75, tysk geograf och ekonom.
- 12 mars – Frank W. Boykin, 84, amerikansk demokratisk politiker, kongressledamot 1935–1963.
- 14 mars – Ben Shahn, 70, amerikansk målare inom bland annat expressionismen och socialrealismen.
- 26 mars – Olof Karlberg, 58, svensk militär.
- 28 mars – Dwight D. Eisenhower, 78, amerikansk militär och politiker, USA:s president 1953–1961.

### Andra kvartalet

#### April
- 10 april – Harley Earl, 75, amerikansk bildesigner.
- 20 april – Vjekoslav "Maks" Luburić, 55, kroatisk general och Ustaša-medlem.
- 26 april
  - Robert Mulka, 74, tysk SS-officer, dömd krigsförbrytare.
  - Morihei Ueshiba, 85, japansk aikidoutövare.

#### Maj
- 2 maj – Franz von Papen, 89, tysk politiker, diplomat och militär; rikskansler juni–december 1932.
- 6 maj – Torsten Winge, 82, svensk skådespelare och regissör.
- 9 maj – Josef Jonsson, 81, svensk tonsättare.
- 18 maj – Prentice Cooper, 73, amerikansk demokratisk politiker och diplomat, guvernör i Tennessee 1939–1945.
- 19 maj – Coleman Hawkins, 64, amerikansk jazzsaxofonist.
- 20 maj – Agaton Blom, 75, svensk politiker, partiordförande för Socialistiska partiet.
- 30 maj – Inglis Fletcher, 89, amerikansk författare.

#### Juni
- 2 juni – Bullan Weijden, 67, svensk skådespelare och sångerska.
- 3 juni – Olle Bennström, 65, svensk racerförare och vinnare av Grand Prix 1932.
- 8 juni
  - Lill Arncloo, 45, svensk skådespelare.
  - Guy Cordon, 79, amerikansk republikansk politiker, senator 1944–1955.
  - Aino Sibelius, 97, Jean Sibelius hustru.
  - Robert Taylor, 57, amerikansk skådespelare.
- 10 juni – Gösta Sandin, 77, svensk filmproducent.
- 16 juni – Harold Alexander, 77, brittisk militär.
- 20 juni – Rudolf Schwarzkogler, 28, österrikisk konstnär inom body art och performance.
- 22 juni – Judy Garland, 47, amerikansk skådespelare och sångerska.
- 29 juni – Moïse Tshombe, 49, Kongolesisk politiker, president av Kartanga 1960–1963.

### Tredje kvartalet

#### Juli
- 1 juli – Lilly Kjellström, 67, svensk skådespelare.
- 3 juli
  - Edward L. Alperson, 73, amerikansk filmproducent och filmbolagsdirektör.
  - Brian Jones, 27, brittisk gitarrist i Rolling Stones.
- 5 juli – Walter Gropius, 86, tysk arkitekt.
- 8 juli – Filip Oktjabrskij, 69, sovjetisk amiral.
- 19 juli – Mary Jo Kopechne, 28, sekreterare åt Edward Kennedy.
- 24 juli – Jarno Pennanen, 62, finländsk författare.
- 25 juli – Otto Dix, 77, tysk målare.
- 29 juli – Josef Blösche, 57, tysk SS-man och dömd krigsförbrytare (avrättad).
- 31 juli – Harry Ahlin, 69, svensk skådespelare.

#### Augusti
- 3 augusti – Rune Halvarsson, 58, svensk skådespelare.
- 4 augusti – Hilding Gavle, 67, svensk skådespelare.
- 9 augusti – Sharon Tate, 26, amerikansk skådespelare.
- 11 augusti – Inga Hodell, 63, svensk skådespelare.
- 13 augusti – Ernfrid Ahlin, 64, svensk kompositör och musikförläggare.
- 14 augusti
  - Sven d'Ailly, 77, svensk operasångare, lutaspelare, teaterregissör och skådespelare.
  - Leonard Woolf, 88, brittisk författare.
- 17 augusti – Bengt Sjöberg, 45, svensk apotekare.
- 18 augusti – Conrad Albrecht, 88, tysk sjömilitär, generalamiral 1939.
- 26 augusti – Ismail al-Azhari, 68, Sudans president 1965-1969.

#### September
- 3 september – Ho Chi Minh, 79, vietnamesisk ledare, premiärminister, president, kommunist.
- 15 september – Åke Grönberg, 55, svensk regissör, skådespelare och sångare.
- 28 september
  - Gustaf Raskenstam, 68, svensk affärsman och sol och vårare (död i cancer).
  - Lotus Robb, 76, amerikansk skådespelare.

### Fjärde kvartalet

#### Oktober
- 6 oktober – Walter Hagen, 76, amerikansk golfspelare.
- 7 oktober
  - Lars Ekborg, 43, svensk skådespelare.[4]
  - Ture Nerman, 83, svensk författare och riksdagsman.[4]
- 12 oktober – Sonja Henie, 57, norsk-amerikansk skådespelare och konståkerska, olympisk guldmedaljör.
- 27 oktober – Vera Nilsson, 55, svensk skådespelare.

#### November
- 4 november – Carlos Marighella, 57, brasiliansk revolutionär och marxistisk teoretiker.
- 7 november – Julius Rabe, 79, svensk musikkritiker och radiochef.
- 13 november – Åke Natt och Dag, 70, svensk jurist och ämbetsman.
- 24 november – Erik Bergman, 75, svensk skådespelare.

#### December
- 2 december – Kliment Vorosjilov, 88, sovjetisk militär och politiker.
- 6 december – Vilhelm Lundvik, 86, svensk ämbetsman och politiker.
- 11 december – Veikko Leppänen, 51, finländsk skulptör.
- 13 december – Raymond A. Spruance, 83, amerikansk amiral under andra världskriget.
- 14 december – Felix Hébert, 95, amerikansk republikansk politiker, senator 1929–1935.
- 26 december – Brita Öberg, 69, svensk skådespelare.

## Nobelpris[20]
- Fysik
  - Murray Gell-Mann, USA
- Kemi
  - Derek Barton, Storbritannien
  - Odd Hassel, Norge
- Medicin
  - Max Delbrück, USA
  - Alfred D Hershey, USA
  - Salvador E Luria, USA
- Litteratur
  - Samuel Beckett, Irland / Frankrike
- Fred
  - Internationella arbetsorganisationen
- Ekonomi
  - Ragnar Anton Kittil Frisch, Norge
  - Jan Tinbergen, Nederländerna

### Fotnoter
1. 1 2 3 4 5 6 7 8 9 10 11 12 13 14 15 16 17 18 19 20 21 22 23 24  20:e århundrades När Var Hur – 1969, Bernt Himmelstedt, Forum, 1999
2. 1 2 3 4 5 6 7 8 9 10 11  Sverige 1900-talet – 1969, NE, Bra Böcker, 2000
3. 1 2 3 4 5 6  Faktakalendern 1996, Semic, 1995
4. 1 2 3 4 5 6 7 8 9 10 11 12 13 14  Hundra år i Sverige – 1969, Hans Dahlberg, Albert Bonniers, 1999
5. 1 2 3 4 5 6 7 8 9  100 år med Aftonbladet – 1969, 1999
6. 1 2 3  Faktakalendern 1997, Semic, 1996
7. 1 2 3 4 5  Faktakalendern 2000 – 1969 (Utlandet), Semic, 1999
8. 1 2  75 år Sverige, Carl-Adam Nycop, Bra Böcker, 1976, sidan 211 - "Avtal för bättre jämlikhet
9. ↑  ”USA:s militära insatser i utlandet”. Arkiverad från originalet den 12 oktober 2011. https://www.webcitation.org/62NCLaa95?url=http://www.history.navy.mil/library/online/forces.htm.
10. ↑  Erland (16 april 2019). ”Tidsspegeln: När Dödens käftar öppnades...”. Tidsspegeln. https://tidsspegeln.blogspot.com/2019/04/nar-dodens-kaftar-oppnades.html. Läst 15 januari 2024.
11. ↑  75 år Sverige, Carl-Adam Nycop, Bra Böcker, 1976, sidan 209 - "Skönlitteraturen åkte ut!
12. 1 2 3  Faktakalendern 2006, Semic, 2005
13. ↑  Museo Calouste Gulbenkian, sid. 9, Fundação Calouste Gulbenkian, Lisboa, 2003. ISBN 972-8128-82-7
14. ↑  75 år Sverige, Carl-Adam Nycop, Bra Böcker, 1976, sidan 212 - Tage lämnade över till Olof
15. ↑  ”Europarådet”. 24 november 1969. Arkiverad från originalet den 27 februari 2012. https://web.archive.org/web/20120227161409/http://conventions.coe.int/treaty/en/Treaties/Html/068.htm. Läst 4 maj 2011.
16. ↑  Sverige 1900-talet – Hundra år av lönsamhet, NE, Bra Böcker, 2000
17. ↑  Sverige 1900-talet – De nya svenskarna: Mellan assimilation och mångfald, NE, Bra Böcker, 2000
18. ↑  Sverige 1900-talet – Den svenska naturkänslans historia, NE, Bra Böcker, 2000
19. ↑  Sverige 1900-talet – Från skillingtryck till miljardindustri, NE, Bra Böcker, 2000
20. ↑  ”Nobelpriset”. https://www.nobelprize.org/prizes/lists/all-nobel-prizes/. Läst 10 april 2011.